# バリー・ギブ
バリー・ギブ（英: Barry Gibb、KBE、1946年9月1日 - ）は、マン島出身のシンガーソングライター・音楽プロデューサーである。2人の弟（ロビン・ギブ、モーリス・ギブ）と結成したビー・ジーズのメンバーとして知られている。ビー・ジーズはオーストラリアでデビューし、イングランドに戻ってから成功した。バリーは高いピッチのファルセットを歌声で使うことで知られる。また、トップ10中5曲を同時にランクインさせた唯一のソングライターである。
「Q誌の選ぶ歴史上最も偉大な100人のシンガー」において第38位。

## 若年期
バリーはマン島で父ヒュー・ギブ(1916～92)と母バーバラ(1920～2016)の下で生まれた。バリーは5人きょうだいで、1人の姉（レズリー 1945年生）と3人の弟（ロビンとモーリス 1949年生、アンディ 1958年生）がいる。彼は家族とともに1953年にマンチェスターへ移り住み、彼が12歳の時に家族とともにオーストラリアのブリスベンに移った。彼ら兄弟の音楽キャリアはオーストラリアでスタートした。1967年にイングランドへ戻り、その後まもなくビージーズはスターとなった。

## 来歴
彼ら3人が貢献した『サタデー・ナイト・フィーバー』のサウンドトラックは、4000万枚のセールスを記録した。この記録はマイケル・ジャクソンの『スリラー』に抜かれるまで、史上最も多く売り上げたレコードだった。彼らは6曲のナンバー1ヒットを記録している。グラミー賞には16回ノミネートされ、9回受賞している。
シンガーソングライターとして、ソロでも兄弟と合同でも、バリーは成功している。1978年、Billboard Hot 100のトップ10内に同時に5曲を送り込んだ。また、同年3月には、トップ5内の4曲が彼によって書かれた曲だった時期が1週間あった。1977年12月24日から1978年9月2日までの37週のうち、27週もの間彼の曲が1位を記録していた。バリーが書いた曲は1960年代、1970年代、1980年代、1990年代の何れにも1位を記録している。彼の曲はエルヴィス・プレスリー、ジャニス・ジョプリン、バーブラ・ストライサンド、デスティニーズ・チャイルド、セリーヌ・ディオン、アル・グリーン、ダイアナ・ロス、ケニー・ロジャース、ディオンヌ・ワーウィック、ルーサー・ヴァンドロス、サラ・ヴォーン、ワイクリフ・ジョンなど100組以上のアーティストに録音されている。
バリーはアンディ・ギブ (末弟)、ケニー・ロジャース、ディオンヌ・ワーウィック、バーブラ・ストライサンド、ダイアナ・ロスのアルバムの制作も行い成功している。
ビージーズはソングライターの殿堂、そしてロックの殿堂入りを果たした。

## 私生活

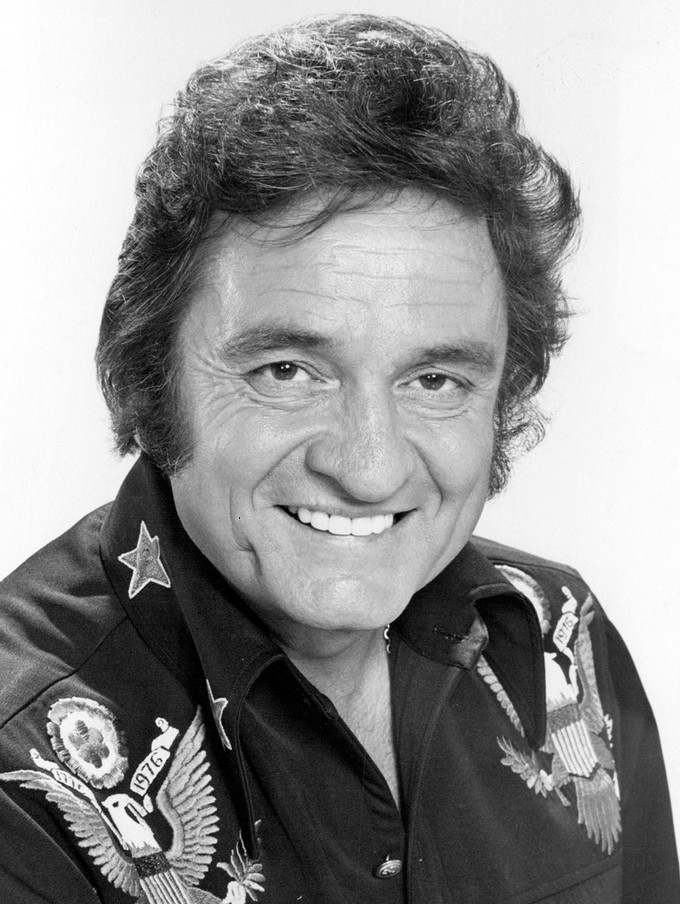
ジョニー・キャッシュ

ジョニー・キャッシュ が2003年に亡くなり、 2年後の2005年に、ジョニーの兄はジョニーの家を売りに出した。そして2006年に、バリーと彼の妻リンダはその家を購入した (沿って$230万ドル)。 バリーはこの家を作曲の楽園にすることを目的に購入した。2007年4月10日、改修中の家が火事にあった。

### 家族
親:
- バーバラ・ギブ (母) (1920年11月17日〜2016年8月12日)[15]
- ヒュー・ギブ (父) (1916年1月15日〜1992年3月6日)

兄弟
- アンドリュー・ロイ・ギブ （1958年3月5日〜1988年3月10日）[16]
- モーリス・アーネスト・ギブ （1949年12月22日-2003年1月12日）[17]
- ロビン・ヒュー・ギブ （1949年12月22日〜2012年5月20日）[18]
- レスリー・エヴァンス・ギブ (姉)(1945年1月12日〜)

## ボイス
バリー・ギブ・ボーカル・テシトゥラ、範囲は A1 まで C6、バリー・ギブは5オクターブを歌う(A1、2、3、4、5)。 バリー・ギブの声のタイプはカウンターテナー。

## 政治活動
2006年12月7日、バリー・ギブは他の4,500人のミュージシャンとともに、イギリス政府に対して50年の著作隣接権保護期間を延長するための広告を、フィナンシャル・タイムズ紙に出した。彼らはアメリカのように著作隣接権保護期間を95年まで延長できるよう提案した。これは、2006年12月6日ガウアーズ報告書が著作隣接権保護期間は現行の50年を維持する内容であることをイギリス政府が発表したことに対する反発だった。

## 近年
- テレビ番組「アメリカン・アイドル」2007年5月8日のエピソードで、バリーは残っている4人のための助言者として出演した。翌日に行われたラキーシャ・ジョーンズの脱落の直前に、バリーは彼自身の曲「ラヴ・サムバディ」を歌った。
- 次に出すカントリー・アルバムに先行して、新曲「Drown On The River」をiTunesで発売した。この曲はバート・レイノルズ主演の映画『Deal』で使用された。
- ITVの番組「Grease Is The Word」のテーマ曲を作曲した。
- 2009年3月14日、シドニー・クリケット・グラウンドで行われた12時間コンサート（サウンド・リリーフが開催した2009年ビクトリア州森林火災のためのチャリティ・コンサート）の最後の1時間をオリビア・ニュートン＝ジョンと共演した。コンサートは、オーストラリア全域でMax TVによって放映された。
- 2009年の後半、バリーとロビンはビー・ジーズを再結成すると発表した[25]。その後、2012年にロビンが62歳で死去し、ビー・ジーズとしての活動は不可能になった。

## バリー・ギブ・トーク・ショー
「バリー・ギブ・トーク・ショー」は、サタデー・ナイト・ライブの中のコーナーで、皮肉な部分が人気だった。それはジミー・ファロンが、非常にあくが強いバリーに、ジャスティン・ティンバーレイクが、無口という設定になっている弟のロビンに、それぞれ扮する内容である。
2010年3月16日、バリーとロビンはテレビ番組「レイト・ナイト・ウィズ・ジミー・ファロン」に出演し、彼らの50年のキャリアとロックの殿堂の授賞式、そして最近の出来事と「バリー・ギブ・トーク・ショー」について語った。

## ディスコグラフィー

### アルバム
- 1970: The Kid's No Good  (未リリース)
- 1984: Now Voyager
- 1988: Hawks  (サウンドトラック)
- 2006: The Eaten Alive Demos (iTunes)
- 2006: The Guilty Demos (iTunes)
- 2006: The Eyes That See in the Dark Demos (iTunes)
- 2006: The Heartbreaker Demos (iTunes)[26]
- 2016　イン・ザ・ナウ

### シングル
- 1969: "I'll Kiss Your Memory"
- 1978: "A Day in the Life"
- 1981: "Guilty（英語版）" (duet with Barbra Streisand)
- 1981: "What Kind of Fool" (duet with Barbra Streisand)
- 1984: "Shine Shine"
- 1984: "Fine Line"
- 1988: "Childhood Days"
- 2006: "Dr. Mann"
- 2006: "Underworld"
- 2007: "Drown on the River"[27]